# Двеста (позоришна представа)
ДВЕСТА је српска позоришна представа по делу Петра Михајловића.

## Радња
Упркос отвореним или прикривеним сукобима међу државама, међу народима и нацијама, међу људима, упркос прекрајањима граница, прекрајањима саме историје и прекрајањима легенди и митова, упркос индустријској, технолошкој еволуцији, упркос дигитализацији, глобализацији, упркос политици, уметности, религији, спиновању, силовању, упркос медијима, упркос новцу и одсуству истог, упркос било каквом систему или одсуству истог, упркос простом протоку времена, стиче се утисак да се у последњих 200 година у Србији мало тога суштински променило јер се у основи свега и даље налази човек са свим својим многобројним манама и малобројним врлинама. И уместо да породица, та "биолошка и едукативна група", буде лек чије ће оздрављење допринети оздрављењу појединца, а затим и свега што следи, ствари се, готово без изузетка, одвијају у супротном правцу па се готово неизлечиве болести стварности коју живимо лагано увлаче у породицу, ту "основну јединицу друштва и света", претећи да је и у потпуности разоре. Спајање најзначајнијих и најзанимљивијих, а комплементних, историјских личности и чињеница претходних 200 година и актуелних новинских наслова и ТВ прилога, почев од проглашења Крагујевца за престоницу Србије, па све до данашњег дана и актуелног штрајка "Фијатових" радника, у једну временску раван, створиће имагинарни полигон за врло стварну и животну драму једне просечне српске породице која губи у покушају да функционише у оваквом нефункционалном друштву.
Текст драмског омнибуса Двеста "жанровски" је, налик самом животу, "све": документаризам и фантастика, пародија и трагедија, мелодрама и хорор, комедија и опело, поезија и машине, глад и алавост, партија и пасош, новац и ваздух, смрт, али можда и некаква нада!

## Играју
| Глумац               | Улога |
| -------------------- | ----- |
| Иван Видосављевић    |       |
| Јасмина Димитријевић |       |
| Милош Крстовић       |       |
| Ненад Вулевић        |       |
| Исидора Рајковић     |       |
| Тодор Јовановић      |       |
| Никола Милојевић     |       |
| Чедомир Штајн        |       |
| Катарина Јанковић    |       |
| Драган Стокић        |       |
| Младен Кнежевић      |       |
| Ђорђе Симић          |       |
| Ана Тодоровић Диало  |       |
| Богдан Милојевић     |       |
| Марија Ракочевић     |       |
| Матија Ристић        |       |

Статисти: Исидора Арсић, Анастасија Ђорђевић, Милица Ђорђевић, Илија Ивановић, Станислава Љубић, Јана Мијаиловић, Филип Миликић, Мина Нешић, Даница Петровић, Предраг Симић, Аврам Цветковић
Деца из Драмског студија "Петар Пан" из Крагујевца: Јанко Аврамовић, Анастасија Вељовић, Матеја Даниловић, Немања Ђелић, Бојана Јовановић, Аљоша Лабудовић, Тодор Милићевић, Страхиња Мишковић, Нина Мркић, Лена Петровић, Емилија Радосављевић, Маша Станковић, Милан Томић, Сава Ћуковић, Ђурђа Убавкић